# Plecostachys
Plecostachys là một chi thực vật có hoa trong họ Cúc (Asteraceae).

## Loài
Chi Plecostachys gồm các loài: